# Bradysia nicolae
Bradysia nicolae är en tvåvingeart som beskrevs av Heller 1991. Bradysia nicolae ingår i släktet Bradysia och familjen sorgmyggor.
Artens utbredningsområde är Tyskland. Inga underarter finns listade i Catalogue of Life.